# Mathilde Cini
Mathilde Cini (née le 18 novembre 1994 à Briançon) est une nageuse française spécialiste du dos.

## Biographie
Née à Briançon, Mathilde Cini a déménagé avec sa famille durant son enfance à Montmeyran dans la Drôme. Elle commence le sport par le triathlon à l'âge de sept ans puis elle se consacre exclusivement à la natation, discipline du triathlon dans laquelle elle est le plus à l'aise en compétition.
En 2010, elle participe aux Jeux olympiques de la jeunesse et gagne la médaille d'or sur le 50 mètres dos. À dix-huit ans, Mathilde Cini se dirige vers Paris et l'INSEP, où un bassin de 50 mètres est à sa disposition contrairement à Valence.
Après avoir remporté aux Championnats de France en petit bassin 2014 les trois titres décernés en dos (50, 100 et 200 mètres), lors des Championnats du monde en petit bassin à Doha, elle obtient la médaille de bronze avec ses coéquipières du relais 4 x 50 m quatre nages, pendant lequel elle bat le record de France du 50 m dos détenu par Laure Manaudou en 26 s 61.

## Palmarès

### Championnats du monde

#### Petit bassin
- Doha 2014 :
  -  Médaille de bronze au relais 4 × 50 m quatre nages.
  - 17e des séries du 50 m dos en 27 s 31
  - 30e des séries du 100 m dos en 59 s 55
  - 30e des séries du 100 m quatre nages en 1 min 02 s 49

### Jeux olympiques de la jeunesse
- Singapour 2010 : 
  -  Médaille d'or au 50 m dos.

### Championnats de France

#### Grand bassin
- Championne de France du 50 m dos en 2011.

#### Petit bassin
- Championne de France du 50 m dos en 2013 et 2014.
- Championne de France du 100 m dos en 2014.
- Championne de France du 200 m dos en 2014.

## Records
Elle détient un record de France, celui du 50 m dos en bassin de 25 m avec un temps de 26 s 61 lors des Mondiaux en petit bassin 2014 à Doha.